# Stade Lesdiguières
Le stade Lesdiguières est un stade de rugby à XV situé à Grenoble depuis 1911.
D'une capacité de 7 634 places, c'est l'un des stades les plus anciens de l'actuel Championnat de France et aujourd'hui le stade d’entraînement du FC Grenoble Rugby, équipe de rugby à XV de la ville.
Même s'il est essentiellement dévolu à l’entraînement du ballon ovale, il héberge également le Comité des Alpes de rugby. Il accueillit aussi les matchs du Grenoble Foot 38, l'équipe de football de la ville, entre l'été 1998, lors de la fermeture du stade Charles-Berty et février 2008 l'inauguration du nouveau et actuel Stade des Alpes. Depuis 2011, il est également utilisé pour certaines affiches des Centaures de Grenoble, club de football américain.
L'origine de son nom provient de François de Bonne de Lesdiguières, lieutenant général du Dauphiné, mort en 1626.

## Historique
Le 1er septembre 1911 naît le FC Grenoble, fusion de plusieurs clubs grenoblois. Jean Coin, un ancien joueur achète alors les terrains qui constituent le Parc de Lesdiguières sur le site du Rondeau pour créer un stade. L'environnement est totalement rural.
En 1921, le terrain est reconstruit pour devenir un véritable stade. Une première tribune est construite et une piste en cendrée, pour la section athlétisme du Football Club de Grenoble (omnisports), est aménagée et entoure désormais le terrain. Le site est encore une vaste plaine agricole.

## Événements majeurs
Fin Octobre 1989, une sélection alpine avec 8 joueurs du FC Grenoble dans le XV de départ réussit l’exploit de battre l’Australie, future championne du monde à Grenoble.
Deux pénalités et un drop du grenoblois Frédéric Vélo suffiront à mettre en échec les joueurs de Nick Farr-Jones et Michael Lynagh 9-7.
Le 8 octobre 1991, un match de la Coupe du monde de rugby à XV est disputé à Lesdiguières, parmi les huit attribués à la France, alors que la compétition est organisée par l'Angleterre. Ce match a vu la victoire de l'équipe de France sur celle des Fidji 33 à 9 devant 18 548 spectateurs.
Le 14 juin 1993 a lieu un match de gala entre les Barbarians français et le XV du Président pour le Centenaire du rugby à Grenoble.
| Points marqués: - France : 4 essais : collectif (14e) Bondouy (52e, 82e), Sadourny (79e), 3 transformations d'Aucagne (14e, 52e, 82e), 2 pénalités d'Aucagne (20e, 24e) - Italie : 4 essais : Francescato (5e) Gardner (34e), Croci (56e), Vaccari (74e), 4 transformations de Dominguez (5e, 34e, 56e, 74e), 4 pénalités de Dominguez (17e, 30e, 62e, 68e). France: Sadourny, Ougier, Delaigue, Bondouy, Saint-André, Aucagne, Accoceberry, Costes, Pelous, Benetton, Miorin (Betsen), Merle, Tournaire, Dal Maso (Ibañez), Rougemont. Entraîneur : Jean-Claude Skrela. Italie: Pértile; Vaccari, Bordon, I. Francescato (24e Mazzariol), Marcello Cuttitta; Domínguez, Troncon (39e et 42e Guidi); Gardner, Giovanelli, Sgorlon; Cristofoletto, Croci; Properzi, Orlandi, Massimo Cuttitta. Entraîneur : Georges Coste. Arbitre : McHugh |

Le 22 mars 1997, tout juste auréolé d'un grand chelem dans le tournoi des cinq nations, l'équipe de France subissait à Grenoble la première défaite de son histoire face à son homologue italien, 32-40 devant 15 000 spectateurs,.
Le 7 septembre 2007, l'équipe de France espoirs de football rencontre celle du Pays de Galles pour les éliminatoires du championnat d'Europe espoirs 2009. Victoire française, 1-0 devant 2 000 spectateurs.
Bientôt des logements sociaux sur le complexe sportif de Lesdiguières. Depuis début 2024, le lieu où se rejoignaient les supporters du FCG pour divers repas ou conférences est détruit. À sa place, 100 logements sociaux seront construits d’ici 2025 pour l’accueil des plus précaires. Les supporters espèrent qu’un nouvel établissement pour l’accueil du public verra bientôt le jour aux abords du stade. En lieu et place de la bodega du FCG, attenante au stade Lesdiguières, sera érigé un immeuble de 100 logements destiné à l’accueil des plus précaires. La salle qui accueillait les supporters de l’équipe de rugby de Grenoble et qui servait au club de lieu d’organisation de conférences avait été conçue dès son origine comme un bâtiment « provisoire », assure Margot Belair, adjointe à l’urbanisme à la mairie de Grenoble. Elle a été déconstruite en début d’année 2024.
Après la destruction de la Bodega, entre avril et mai 2024 la tribune Tennis (rouge), d'une capacité de 899 places, est elle aussi démantelée.

## Tribunes

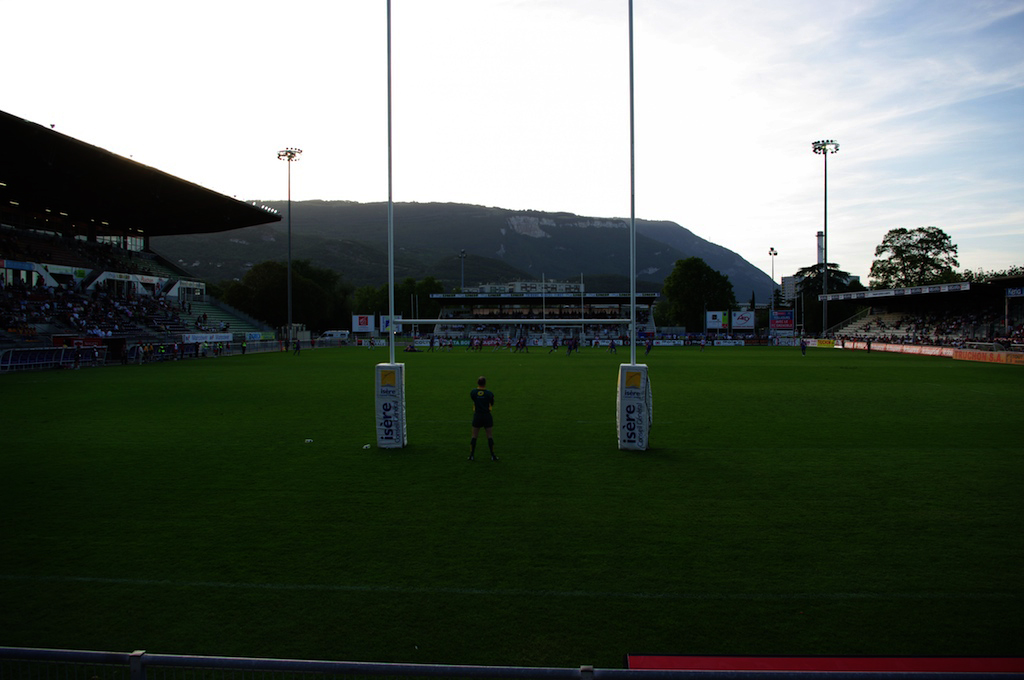
Intérieur du stade. On distingue la tribune Jean Liénard à gauche, le tribune Georges Alberto à droite et la tribune Marcel Finet en face.

L'enceinte dispose de 5 tribunes, :
- la tribune Jean Liénard (5 040 places) (ex-tribune d'honneur), rebaptisée le 13 décembre 2009 en l'honneur de l'illustre joueur et entraîneur du club résident décédé 4 ans auparavant. Il s'agit de la tribune la plus importante en termes de capacité. Elle contient la tribune présidentielle, ainsi que les loges réservées aux partenaires du club[13] ;
- la tribune Marcel Finet (722 places) ;
- la tribune Georges Alberto (722 places) ;
- la tribune Nord (1 150 places) jouxte la tribune Georges Alberto. Elle est l'hôte du club de supporters les Clarinautes[14] ;
- la tribune Tennis (899 places) démantelée entre avril et mai 2024.
- la tribune d’angle (750 places)[15] démantelée à une date inconnue.

## Projet de rénovation et d'agrandissement
Après une rénovation en 1991, le stade devait recevoir une nouvelle tribune Ouest, en lieu et place de la tribune Marcel Finet. Les travaux devaient débuter durant l'inter saison 2013-2014, mais des difficultés financières ont, dans un premier temps, repoussé le démarrage du chantier. Dans un second temps, à la suite de l'élection de la nouvelle municipalité Europe Écologie-Les Verts d'Éric Piolle, le projet de construction d'une nouvelle tribune Ouest, pourtant à la charge du FCG au travers d'un bail emphytéotique, a été abandonné. Les matchs du FC Grenoble Rugby se déroulent depuis au Stade des Alpes.
La nouvelle tribune devait accueillir :
- plus de 4 000 places assises et couvertes ;
- deux Bodegas grand public abritées des intempéries ;
- un centre de performance et d’entraînement à destination de l’équipe professionnelle et du centre de formation agréé du FCG ;
- les locaux de l’association support FCG ;
- une aire régie dédiée et sécurisée pour les équipes de production médias ;
- trois salons VIP.

## Transports en commun
Réseau M TAG :
- Arrêt Stade Lesdiguières : Bus C2, C6, C8 et 25 ;
- Station Louise Michel : Tram E, Bus C2 et 25.

Réseau Transisère : (accessibles avec la tarification TAG uniquement dans le périmètre de la Métro)
- Arrêt Stade Lesdiguières : Bus Express 2, T75, T90, T91 et T92 et T95 ;
- Station Louise Michel : Bus Express 2, T75, T90, T91, T92 et T95.

## Le stade dans les médias
Le stade apparaît dans le film Affaire de famille en 2008.